# 1967 en els vols espacials
Aquest article és una llista d'esdeveniments de vols espacials relacionats que es van produir el 1967. En aquest any es van veure més llançaments orbitals que en qualsevol altre, abans o després, incloent el primer satèl·lit australià, el WRESAT, que va ser llançat des del Woomera Test Range en un coet Sparta americà. El National Space Science Data Center dels Estats Units va catalogar 172 naus espacials situades en òrbita per llançaments que van tenir lloc el 1967.
En aquest any es va veure a dos revessos i avenços per al programa Apollo dels Estats Units. Tres astronautes; Virgil "Gus" Grissom, Edward H. White i Roger B. Chaffee, van morir en un incendi a bord de la nau espacial AS-204 a Cape Kennedy Launch Complex 34 el 27 de gener al mateix temps assajant la posada en marxa. El 20 d'octubre, el coet Saturn V va realitzar el seu vol inaugural.

## Llançaments
| Data/Hora Llançament     | Coet                         | Zona Llançament                           | Contractista del Llançament             | Càrrega                                 | Operador                                | Òrbita                                | Funció de la/ Missió                                                           | Destrucció en/ Reentrada | Resultat | Comentaris |
| ------------------------ | ---------------------------- | ----------------------------------------- | --------------------------------------- | --------------------------------------- | --------------------------------------- | ------------------------------------- | ------------------------------------------------------------------------------ | ------------------------ | -------- | --- |
| 11 de gener 10:55 GMT    | Delta E1                     | LC-17, Cape Canaveral                     |                                         | Intelsat 2 F-2                          | Intelsat                                | Geoestacionària                       | Comsat                                                                         | Encara en òrbita         | Reeixit  | |
| 21 de gener 06:38 GMT    | Black Brant II-AA2           | Fort Churchill                            | NRCC                                    | (cap)                                   | N/A                                     | N/A                                   | Investigació en aurores, ionosfera, i plasma                                   | N/A                      | Reeixit  | |
| 31 de gener 12:45 GMT    | Scout B                      | SLC-5, Vandenberg AFB                     | Força Aèria dels Estats Units d'Amèrica | OV3-05                                  | Força Aèria dels Estats Units d'Amèrica | Destinat: LEO                         | Satèl·lit de investigació de la magnetosfera                                   | 31 de gener 1967         | Error    | |
| 4 de febrer 05:21 GMT    | Black Brant II-AA2           | Fort Churchill                            | NRCC                                    | (cap)                                   | N/A                                     | N/A                                   | Investigació en aurores, ionosfera i meteorits                                 | N/A                      | Reeixit  | |
| 10 de març 11:30 GMT     | Proton 8K82K (11S824)        | LC-81, Baikonur                           | RVSN                                    | Kosmos 146                              | RVSN                                    | LEO                                   | Prova de prototip del Soyuz 7K-L1P                                             | 18 de març de 1967       | Reeixit  | Vol inaugural del Proton |
| 14 de març 06:00 GMT     | Skylark AC                   | LA-2-SL, Woomera                          | RAE/WRE                                 | (cap)                                   | N/A                                     | N/A                                   | Observació solar raigs X i ultraviolat                                         | N/A                      | Reeixit  | |
| 4 d'abril 00:32 GMT      | Skylark 3                    | LA-2-SL, Woomera                          | RAE/WRE                                 | (cap)                                   | N/A                                     | N/A                                   | Investigació de la ionosfera                                                   | N/A                      | Reeixit  | |
| 8 d'abril 09:00 GMT      | Proton 8K82K (11S824)        | LC-81, Baikonur                           | RVSN                                    | Kosmos 154                              | RVSN                                    | Actual: LEO                           | Prova de prototip del Soyuz 7K-L1P                                             | April 10, 1967           | Failure  | Va fallar el Block D (4a etapa) en re-encendre's |
| 10 d'abril 10:51 GMT     | Skylark 7C                   | LA-2-SL, Woomera                          | RAE/WRE                                 | (cap)                                   | N/A                                     | N/A                                   | Astronomia de raigs X                                                          | N/A                      | Reeixit  | |
| 12 d'abril 12:32 GMT     | Skylark 7C                   | LA-2-SL, Woomera                          | RAE/WRE                                 | (cap)                                   | N/A                                     | N/A                                   | Astronomia de raigs X                                                          | N/A                      | Reeixit  | |
| 14 d'abril 03:25 GMT     | Scout A                      | SLC-5, Vandenberg AFB                     | Força Aèria dels Estats Units d'Amèrica | Transit 15                              | Marina dels Estats Units d'Amèrica      | LEO                                   | Satèl·lit de navegació                                                         | Encara en òrbita         | Reeixit  | |
| 21 d'abril               | Skylark 3                    | LA-2-SL, Woomera                          | RAE/WRE                                 | (cap)                                   | N/A                                     | N/A                                   | Investigació de la ionosfera                                                   | N/A                      | Reeixit  | |
| 23 d'abril 00:35 GMT     | Soyuz (A-10)                 | LC-1/5, Baikonur                          | RVSN                                    | Soiuz 1 1 Cosmonauta (Vladimir Komarov) | RVSN                                    | LEO                                   | Prova de la nau espacial Soiuz                                                 | 24 d'abril de 1967       | Failure  | Els panells solars es van encallar, el mal temps va impedir el llançament del Soiuz 2, va fallar el paracaigudes durant el descens resultant en la pèrdua de la tripulació |
| 26 d'abril 04:15 GMT     | Black Brant VB-AFF           | Fort Churchill                            | NRCC                                    | (cap)                                   | N/A                                     | N/A                                   | Investigació en aurores, ionosfera i meteorits                                 | N/A                      | Reeixit  | |
| 26 d'abril 10:06 GMT     | Scout B                      | San Marco mobile range Formosa Bay, Kenya | CRS                                     | San Marco 2                             | CRS                                     | LEO                                   | Satèl·lit d'investigació atmosfèric                                            | 14 d'octubre de 1967     | Reeixit  | |
| 27 d'abril 04:10 GMT     | Black Brant VB-AFF           | Fort Churchill                            | NRCC                                    | (cap)                                   | N/A                                     | N/A                                   | Investigació de la ionosfera i el plasma                                       | N/A                      | Reeixit  | |
| 27 d'abril 04:31 GMT     | Skylark 3 AC                 | LA-2-SL, Woomera                          | RAE/WRE                                 | (cap)                                   | N/A                                     | N/A                                   | Prova de coet sonda                                                            | N/A                      | Reeixit  | |
| 5 de maig 07:26 GMT      | Black Brant VB-AAD           | Fort Churchill                            | NRCC                                    | (cap)                                   | N/A                                     | N/A                                   | Investigació en aurores, ionosfera i aeronomia                                 | N/A                      | Reeixit  | |
| 5 de maig 16:00 GMT      | Scout A                      | SLC-5, Vandenberg AFB                     | Força Aèria dels Estats Units d'Amèrica | Ariel 3                                 | UK SRC                                  | LEO                                   | Investigació atmosfèrica                                                       | 14 de desembre de 1970   | Reeixit  | |
| 18 de maig 09:05 GMT     | Scout A                      | SLC-5, Vandenberg AFB                     | Força Aèria dels Estats Units d'Amèrica | Transit 16                              | Marina dels Estats Units d'Amèrica      | LEO                                   | Investigació de la ionosfera i aurores                                         | Encara en òrbita         | Reeixit  | |
| 22 de maig 00:12 GMT     | Skylark 3                    | Salto di Quirra                           | ESRO                                    | ESRO S11/1                              | ESRO                                    | Suborbital                            | Astronomia ultraviolada                                                        | 22 de maig de 1967       | Reeixit  | |
| 30 de maig 02:06 GMT     | Scout B                      | SLC-5, Vandenberg AFB                     | Força Aèria dels Estats Units d'Amèrica | ESRO 2A                                 | ESRO                                    | Destinat: LEO                         | Missió de demostració de tecnologia                                            | 30 de maig de 1967       | Error    | Malfuncionament de la 3a etapa |
| 25 de maig 23:24 GMT     | Skylark 3                    | Salto di Quirra                           | ESRO                                    | ESRO S05/2                              | ESRO                                    | Suborbital                            | Astronomia ultraviolada                                                        | 25 de maig de 1967       | Reeixit  | |
| 1 de juliol GMT          | Titan IIIC                   | Cape Canaveral                            | DODGE                                   | (cap)                                   | Department of Defense                   | LEO                                   | N/A                                                                            | N/A                      | Reeixit  | |
| 3 d'agost 07:36 GMT      | Black Brant VB               | Fort Churchill                            | MPI                                     | (cap)                                   | N/A                                     | N/A                                   | Investigació en aeronomia i ionosfera                                          | N/A                      | Reeixit  | |
| 4 d'agost 03:53 GMT      | Europa                       | LA-6A, Woomera                            | ELDO                                    | (cap)                                   | N/A                                     | N/A                                   | Prova de vehicle de llançament amb la 3a etapa battleship                      | N/A                      | Error    | La 2a etapa va fallar en encendre's |
| 6 d'agost 04:04 GMT      | Black Brant VB               | Fort Churchill                            | MPI                                     | (cap)                                   | N/A                                     | N/A                                   | Investigació en aeronomia i ionosfera                                          | N/A                      | Reeixit  | |
| 8 d'agost 03:38 GMT      | Skylark 3 AC                 | LA-2-SL, Woomera                          | RAE/WRE                                 | (cap)                                   | N/A                                     | N/A                                   | Observació raigs X i ultraviolats solar                                        | N/A                      | Reeixit  | |
| 16 d'agost 06:36 GMT     | Skylark 7C                   | LA-2-SL, Woomera                          | RAE/WRE                                 | (cap)                                   | N/A                                     | N/A                                   | Prova de coet sonda                                                            | N/A                      | Reeixit  | |
| 24 d'agost 10:05 GMT     | Skylark 7C                   | LA-2-SL, Woomera                          | RAE/WRE                                 | (cap)                                   | N/A                                     | N/A                                   | Astronomia ultraviolada                                                        | N/A                      | Reeixit  | |
| 29 d'agost 10:01 GMT     | Skylark 7C                   | LA-2-SL, Woomera                          | RAE/WRE                                 | (cap)                                   | N/A                                     | N/A                                   | Astronomia ultraviolada                                                        | N/A                      | Reeixit  | |
| 25 de setembre 08:25 GMT | Scout A                      | SLC-5, Vandenberg AFB                     | Força Aèria dels Estats Units d'Amèrica | Transit 17                              | Marina dels Estats Units d'Amèrica      | LEO                                   | Satèl·lit de navegació                                                         | Encara en òrbita         | Reeixit  | |
| 27 de setembre 13:32 GMT | Skylark 7C                   | Salto di Quirra                           | ESRO                                    | ESRO S26/1                              | ESRO                                    | Suborbital                            | Investigació de la ionosfera i solar                                           | 27 de setembre de 1967   | Reeixit  | |
| 27 de setembre 22:11 GMT | Proton 8K82K (11S824)        | LC-81, Baikonur                           | RVSN                                    | Soyuz 7K-L1 4L                          | RVSN                                    | Destinat: Anada i tornada de la Lluna | Prova de prototip del Soyuz 7K-L1P                                             | T+67 segons              | Error    | Error en la 1a etapa |
| 28 de setembre 16:35 GMT | Black Brant VA-AFF           | Fort Churchill                            | NRCC                                    | (cap)                                   | N/A                                     | N/A                                   | Investigació de la ionosfera                                                   | N/A                      | Reeixit  | |
| 19 d'octubre 17:33 GMT   | Scout B                      | LA-3A, Wallops Island                     | Força Aèria dels Estats Units d'Amèrica | RAM C-1                                 | NASA                                    | Suborbital                            | Missió de demostració tecnològica                                              | 19 d'octubre de 1967     | Reeixit  | |
| 4 d'octubre 13:23 GMT    | Skylark 7C                   | Salto di Quirra                           | ESRO                                    | ESRO S19/1                              | ESRO                                    | Suborbital                            | Investigació de la ionosfera                                                   | 4 d'octubre de 1967      | Reeixit  | |
| 5 d'octubre 04:11 GMT    | Black Brant VA-AFF           | Fort Churchill                            | NRCC                                    | (cap)                                   | N/A                                     | N/A                                   | Investigació de la ionosfera                                                   | N/A                      | Reeixit  | |
| 7 d'octubre 14:50 GMT    | Skylark 7C                   | Salto di Quirra                           | ESRO                                    | ESRO S26/2                              | ESRO                                    | Suborbital                            | Investigació de la ionosfera i solar                                           | 7 d'octubre de 1967      | Reeixit  | |
| 10 d'octubre 14:33 GMT   | Skylark 7C                   | Salto di Quirra                           | ESRO                                    | ESRO S19/2                              | ESRO                                    | Suborbital                            | Investigació de la ionosfera                                                   | 10 d'octubre de 1967     | Reeixit  | |
| 9 de novembre 12:00 GMT  | Saturn V                     | LC-39A, Kennedy                           | NASA                                    | Apollo 4                                | NASA                                    |                                       | Prova de LV                                                                    |                          | Reeixit  | Primer vol del coet Saturn V |
| 20 d'octubre 10:49 GMT   | Black Brant III-AKF3         | Resolute Bay                              | NRCC                                    | (cap)                                   | N/A                                     | N/A                                   | Investigació de la ionosfera i astronomia de raigs X                           | N/A                      | Reeixit  | |
| 14 de novembre 05:27 GMT | Skylark 7C                   | LA-2-SL, Woomera                          | RAE                                     | (cap)                                   | N/A                                     | N/A                                   | Observació de raigs X i ultraviolats solars                                    | N/A                      | Reeixit  | |
| 17 de novembre           | Skylark 7C                   | LA-2-SL, Woomera                          | RAE                                     | (cap)                                   | N/A                                     | N/A                                   | Investigació de la ionosfera                                                   | N/A                      | Reeixit  | |
| 22 de novembre 19:07 GMT | Proton 8K82K (11S824)        | LC-81, Baikonur                           | RVSN                                    | Soyuz 7K-L1 5L                          | RVSN                                    | Destinat: Anada i tornada de la Lluna | Prova de prototip del Soyuz 7K-L1P                                             | 22 de novembre de 1967   | Error    | Error en la 2a etapa |
| 29 de novembre GMT       | Coet Redstone                | Woomera                                   | WRE                                     | WRESAT                                  | Tecnologia                              | LEO                                   | Experiments atmosfèrics                                                        | 10 de gener de 1968      | Reeixit  | Primer satèl·lit llançat per australians |
| 1 de desembre 06:08 GMT  | Skylark 7C                   | LA-2-SL, Woomera                          | RAE                                     | (cap)                                   | N/A                                     | N/A                                   | Prova de coet sonda                                                            | N/A                      | Reeixit  | |
| 4 de desembre 21:01 GMT  | Europa                       | LA-6A, Woomera                            | ELDO                                    | (cap)                                   | N/A                                     | N/A                                   | Prova de vehicle de llançament amb 3a etapa de battleship i càrrega de càpsula | N/A                      | Failure  | La 2a etapa va fallar en separar-se. |
| 5 de desembre 01:03 GMT  | Scout B                      | SLC-5, Vandenberg AFB                     | Força Aèria dels Estats Units d'Amèrica | OV3-06                                  | Força Aèria dels Estats Units d'Amèrica | LEO                                   | Satèl·lit d'investigació de la magnetosfera                                    | 9 de març de 1969        | Reeixit  | |
| 6 de desembre 16:30 GMT  | Black Brant VA-CRL-AF17.750D | Fort Churchill                            | NRCC                                    | (cap)                                   | N/A                                     | N/A                                   | Investigació de la ionosfera                                                   | N/A                      | Reeixit  | |

## Encontres espacials
| Data (GMT)     | Nau espacial    | Esdeveniment                      | Comentaris                                                        |
| -------------- | --------------- | --------------------------------- | ----------------------------------------------------------------- |
| 8 de febrer    | Lunar Orbiter 3 | Inserció en òrbita selenocèntrica | Va retornar 182 imatges                                           |
| 20 d'abril     | Surveyor 3      | Allunatge                         | A Oceanus Procellarum                                             |
| 8 de maig      | Lunar Orbiter 4 | Inserció en òrbita selenocèntrica | Va retornar 163 imatges                                           |
| 17 de juliol   | Surveyor 4      | Impacte lunar                     | Va fallar l'allunatge, va impactar sobre Sinus Medii              |
| 22 de juliol   | Explorer 35     | Inserció en òrbita selenocèntrica |                                                                   |
| 5 d'agost      | Lunar Orbiter 5 | Inserció en òrbita selenocèntrica | Va retornar 213 imatges                                           |
| 11 de setembre | Surveyor 5      | Allunatge                         | A Mare Tranquillitatis                                            |
| 1 d'octubre    | Lunar Orbiter 2 | Impacte lunar                     |                                                                   |
| 10 d'octubre   | Lunar Orbiter 3 | Impacte lunar                     |                                                                   |
| 18 d'octubre   | Venera 4        | Sonda de Venus                    | La sonda atmosfèrica va funcionar durant 94 minuts en l'atmosfera |
| 19 d'octubre   | Mariner 5       | Sobrevol de Venus                 | Apropament màxim 3990 km                                          |
| 31 d'octubre   | Lunar Orbiter 4 | Impacte lunar                     |                                                                   |
| 10 de novembre | Surveyor 6      | Allunatge                         | A Sinus Medii                                                     |